# Jakob Lilja
Jakob Tobias Lilja, född 23 juli 1993 i Limhamn, är en svensk professionell ishockeyspelare som spelar för Löwen Frankfurt i DEL. Liljas moderklubb är Limhamn HK. Säsongen 2010/11 anslöt han till Rögle BK:s juniorverksamhet och säsongen därpå gjorde han debut i Hockeyallsvenskan med klubbens A-lag. Han avancerat från Hockeyallsvenskan till SHL vid två tillfällen med Rögle och har också spelat en handfull matcher för IF Troja-Ljungby. Mellan säsongerna 2015/16 och 2017/18 tillhörde han Linköping HC i SHL, varpå han spelade en säsong för Djurgårdens IF.
Säsongen 2019/20 spelade han för Columbus Blue Jackets i NHL. Han spelade också ett antal matcher för klubbens farmarlag, Cleveland Monsters i AHL. Från juni 2020 spelade Lilja under tre säsonger i KHL. Först två säsonger för Barys Nur-Sultan och därefter en med HK Dynamo Moskva. I juni 2023 anslöt han den schweiziska klubben HC Ambrì-Piotta i NL, innan han i oktober 2024 byttes bort till seriekonkurrenten Fribourg-Gottéron. Sedan juli 2025 tillhör han tyska Löwen Frankfurt.
Lilja har uppmärksammats för en händelse i en match mot Malmö Redhawks den 5 mars 2015, då han cross-checkade motståndarlagets Jens Olsson i nacken. Efter denna händelse åtalades han, i januari 2017, för misshandel och dömdes till villkorlig dom och dagsböter den 31 mars samma år. Domen överklagades av Lilja hela vägen till Högsta domstolen. Högsta domstolen fällde dock, i likhet med tingsrätten och hovrätten, Lilja för misshandel.
I november 2018 gjorde Lilja debut i A-landslaget. 

## Karriär

### Klubblagskarriär

#### 2007–2019: Spel i Sverige
Lilja påbörjade karriären med Limhamn Limeburners HC. Efter att ha vunnit ett SM-guld med Malmö Redhawks U16-lag 2007/08 började han säsongen därpå spela för Sunne IK:s juniorlag. I J18-laget spelade han 35 matcher och stod för 52 poäng. Inför säsongen 2010/11 tvingades Lilja att köpa sig ur sitt kontrakt med Sunne för att få spela i Rögle BK:s juniorverksamhet. Under Säsongen 2011/12 spelade Lilja 23 grundseriematcher för Rögle i Hockeyallsvenskan. Han gjorde debut i serien den 17 september 2011 i en 2–3-förlust mot Leksands IF. Den 7 oktober samma år noterades han för sitt första mål i Hockeyallsvenskan, på Daniel Hansen i en 3–5-förlust mot Mora IK. Totalt noterades han för två mål och två assist i grundserien. I mars 2012 skrev han på ett ettårskontrakt med klubben.
Efter Kvalserien 2012 stod det klart att Rögle avancerat i seriesystemet till SHL. Den 13 september 2012 gjorde Lilja sin första SHL-match. I slutet av januari 2013 lånades han ut till IF Troja-Ljungby i Hockeyallsvenskan. På 10 matcher noterades han för 2 assisteringar. Därefter kom han tillbaka till Rögle och i grundseriens sista match, den 5 mars 2013, gjorde han också sitt första SHL-mål, på Fredrik Pettersson-Wentzel då Rögle föll mot Färjestad BK med 1–4. Efter säsongen stod det klart att laget inte lyckats säkra nytt SHL-kontrakt. Lilja förlängde trots detta kontraktet med klubben i april 2013 och i början av 2014 förlängde han med ytterligare ett år med Rögle.
I en match mot Malmö Redhawks den 5 mars 2015 cross-checkade Lilja motståndaren Jens Olsson i nacken. Lilja fick matchstraff och därefter tio matchers avstängning, vilket innebar att han missade säsongens sista matcher. I januari 2017 åtalades han för misshandel på grund av denna händelse och den 31 mars samma år dömdes han till villkorlig dom och dagsböter. Denna dom överklagades sedan till Hovrätten över Skåne och Blekinge som i september 2017 fastställde domen utan ändringar. Kort därefter meddelades det att Lilja överklagat domen till Högsta domstolen. Lilja fälldes i juli 2018 för misshandel även i Högsta domstolen.

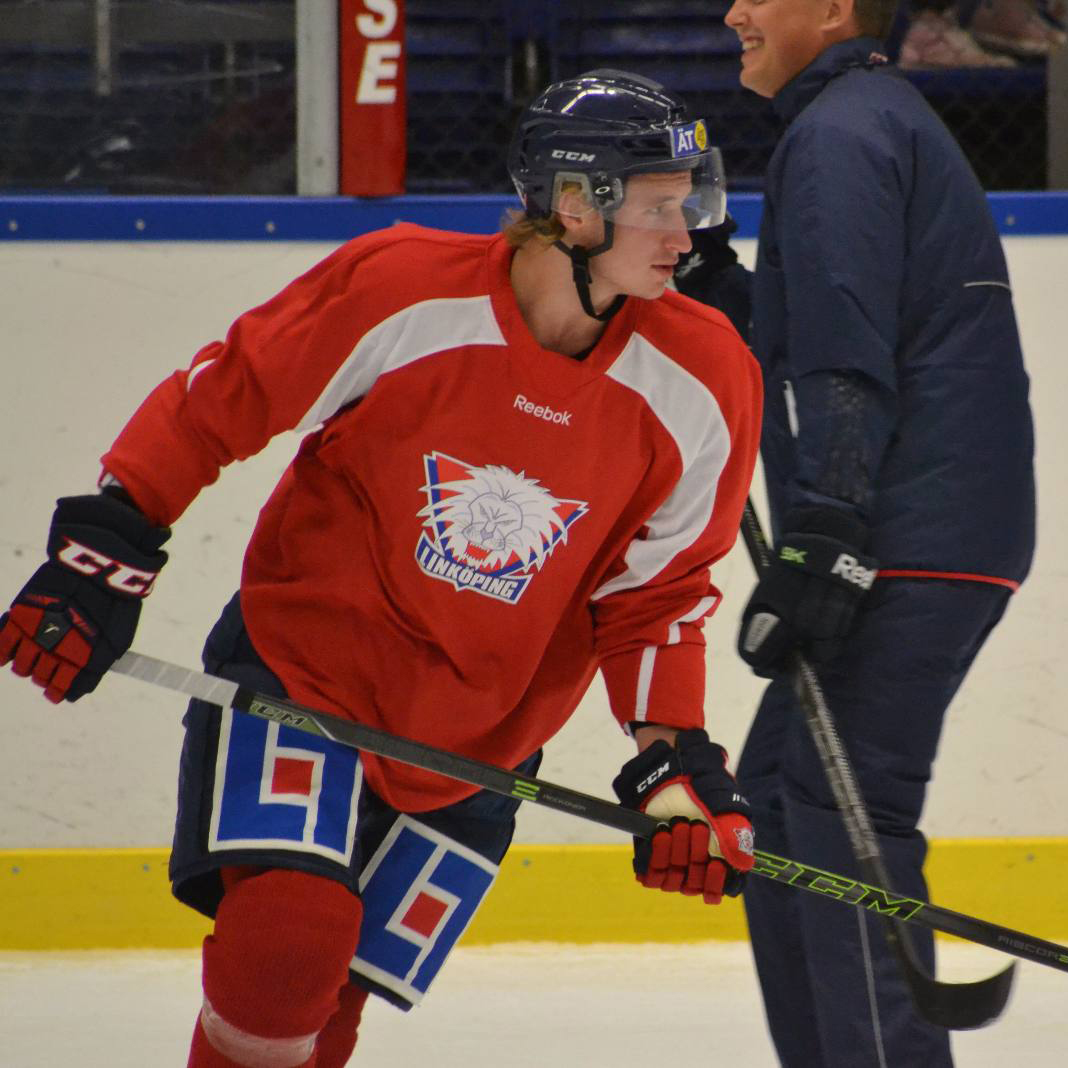
Lilja med Linköping HC.

Den 17 april 2015 meddelades det att Lilja skrivit på ett tvåårskontrakt med Linköping HC i SHL. Han gjorde sin första SHL-match och sin första poäng för LHC den 16 september samma år, mot Djurgårdens IF. Den efterföljande månaden, den 8 oktober, gjorde Lilja sina två första mål för Linköping då Malmö Redhawks besegrades med 1–7. I slutet av mars 2017 förlängde Lilja sitt avtal med Linköping med ytterligare ett år. Säsongen 2017/18 var Lilja den spelare i SHL som gjorde flest mål i numerärt underläge (tre). På totalt 141 grundseriematcher med Linköping stod han för 61 poäng (35 mål och 26 assist).
Den 2 maj 2018 tillkännagavs det att Lilja skrivit ett tvåårskontrakt med Djurgårdens IF. Den efterföljande säsongen spelade han samtliga matcher i grundserien och vann Djurgårdens interna poängliga med 37 poäng (12 mål, 25 assist). I SM-slutspelet slog laget ut Skellefteå AIK och Färjestad BK innan man föll i finalserien mot Frölunda HC med 4–2 i matcher. På 19 matcher noterades Lilja för åtta poäng, varav tre mål.

#### Från 2019: Spel utomlands
Lilja draftades aldrig av något NHL-lag, men skrev på ett ettårigt entry level-kontrakt med Columbus Blue Jackets den 15 juni 2019. Den 4 oktober 2019 spelade Lilja sin första match i NHL, mot Toronto Maple Leafs. Senare samma månad, den 16 oktober, gjorde han sin första poäng i NHL då han assisterade till ett mål av Sonny Milano, i en 3–2-seger mot Dallas Stars. Totalt spelade han 37 matcher för Blue Jackets och noterades för två mål och tre assistpoäng. Han spelade också 22 matcher för klubbens farmarlag, Cleveland Monsters i AHL, där han stod för fem mål och åtta assist.
Den 24 juni 2020 meddelades det att Lilja skrivit ett ettårsavtal med Barys Nur-Sultan i KHL. Lilja gjorde debut i KHL den 3 september samma år då Nur-Sultan besegrade Dinamo Riga med 3–2. Han gjorde sitt första mål i ligan sju dagar senare, på Dmitry Shikin, i en 3–2-seger mot Kunlun Red Star. I grundserien vann Lilja lagets interna skytteliga med 20 gjorda mål på 59 spelade matcher. Totalt noterades han för 35 poäng. Laget tog sig till Gagarin Cup-slutspelet, där man dock slogs ut i den första rundan av Metallurg Magnitogorsk med 4–2 i matcher. Efter säsongens slut, den 10 maj 2021, bekräftades det att Lilja förlängt sitt avtal med klubben med ytterligare en säsong. Den följande säsongen var han lagets näst främsta målskytt med 16 mål på 47 grundseriematcher (27 poäng totalt). I slutspelet slogs laget omgående ut med 4–1 i matcher mot Metallurg Magnitogorsk. På dessa fem matcher stod Lilja för två mål och en assistpoäng.
Den 1 augusti 2022 bekräftades det att Lilja i februari samma år skrivit ett avtal med den ryska klubben HK Dynamo Moskva. Lilja uttalade sig samtidigt att han velat bryta kontraktet på grund av Rysslands invasion av Ukraina, men att det på grund av ekonomiska aspekter inte varit möjligt. Både Linköping HC och Malmö Redhawks, samt en icke namngiven klubb i Schweiz försökte köpa ut Lilja från sitt avtal med Dynamo Moskva utan att lyckas. På 52 matcher för klubben stod Lilja för 27 poäng, varav 13 mål, under grundserien 2022/23. I slutspelet slogs laget omgående ut av Torpedo Nizjnij Novgorod med 4–2 i matcher. På dessa matcher gjorde Lilja ett mål och tre assistpoäng. I mitten av maj 2023 stod det klart att Lilja lämnat Moskva i förtid.
Den 1 juni 2023 bekräftade den schweiziska klubben HC Ambrì-Piotta i NL att man skrivit ett tvåårsavtal med Lilja. Den 15 september samma år spelade han sin första match i NL. I samma match noterades han för sitt första mål i serien, på Melvin Nyffeler, i en 5–2-seger mot Rapperswil-Jona Lakers. I grundserien spelade Lilja 49 matcher och noterades för 28 poäng, varav 10 mål. Ambrì-Piotta slutade på åttonde plats i grundserien och slogs sedan ut i play in-kvalet. Efter en poängmässigt svag inledning av säsongen 2024/25 meddelades det den 28 oktober 2024 att Ambrì-Piotta bytt bort Lilja till seriekonkurrenten Fribourg-Gottéron mot Chris DiDomenico. Fribourg slutade på sjätte plats i grundserien, där Lilja stod för 15 poäng på 29 matcher, varav tio mål. I det följande slutspelet tog man sig till semifinal där laget tappade en 3–1-ledning till förlust med 3–4 i matcher mot HC Lausanne.
Den 5 juli 2025 stod det klart att Lilja skrivit ett kontrakt med Löwen Frankfurt i DEL.

### Landslagskarriär
Lilja gjorde A-landslagsdebut den 8 oktober 2018 under Karjala Tournament, i en 2–3-seger mot Tjeckien. I samma match gjorde han sitt första mål i A-landslaget då han öppnade målskyttet.

## Statistik
| 2011–12                  | Rögle BK                 | HA                       | 23  | 2  | 2  | 4  | 6  | 10 | 0 | 0 | 0  | 2  |
| 2012–13                  | Rögle BK                 | SHL                      | 29  | 1  | 0  | 1  | 4  | 5  | 0 | 1 | 1  | 0  |
| 2012–13                  | IF Troja-Ljungby         | HA                       | 10  | 0  | 2  | 2  | 2  | —  | — | — | —  | —  |
| 2013–14                  | Rögle BK                 | HA                       | 47  | 15 | 7  | 22 | 7  | 8  | 0 | 3 | 3  | 12 |
| 2014–15                  | Rögle BK                 | HA                       | 51  | 23 | 12 | 35 | 28 | 4  | 1 | 0 | 1  | 25 |
| 2015–16                  | Linköping HC             | SHL                      | 52  | 12 | 11 | 23 | 8  | 6  | 0 | 0 | 0  | 0  |
| 2016–17                  | Linköping HC             | SHL                      | 49  | 11 | 5  | 16 | 31 | 6  | 0 | 0 | 0  | 0  |
| 2017–18                  | Linköping HC             | SHL                      | 40  | 12 | 10 | 22 | 10 | 7  | 3 | 2 | 5  | 0  |
| 2018–19                  | Djurgårdens IF           | SHL                      | 52  | 12 | 25 | 37 | 18 | 19 | 3 | 5 | 8  | 6  |
| 2019–20                  | Columbus Blue Jackets    | NHL                      | 37  | 2  | 3  | 5  | 2  | —  | — | — | —  | —  |
| 2019–20                  | Cleveland Monsters       | AHL                      | 22  | 5  | 8  | 13 | 2  | —  | — | — | —  | —  |
| 2020–21                  | Barys Nur-Sultan         | KHL                      | 59  | 20 | 15 | 35 | 8  | 6  | 1 | 0 | 1  | 0  |
| 2021–22                  | Barys Nur-Sultan         | KHL                      | 47  | 16 | 11 | 27 | 2  | 5  | 2 | 1 | 3  | 0  |
| 2022–23                  | HK Dynamo Moskva         | KHL                      | 52  | 13 | 14 | 27 | 14 | 6  | 1 | 3 | 4  | 0  |
| 2023–24                  | HC Ambrì-Piotta          | NL                       | 49  | 10 | 18 | 28 | 14 | 4  | 1 | 1 | 2  | 0  |
| 2024–25                  | HC Ambrì-Piotta          | NL                       | 11  | 0  | 1  | 1  | 2  | —  | — | — | —  | —  |
| 2024–25                  | Fribourg-Gottéron        | NL                       | 29  | 10 | 5  | 15 | 4  | 14 | 2 | 3 | 5  | 4  |
| SHL totalt               | SHL totalt               | SHL totalt               | 222 | 48 | 51 | 99 | 71 | 43 | 6 | 8 | 14 | 6  |
| Hockeyallsvenskan totalt | Hockeyallsvenskan totalt | Hockeyallsvenskan totalt | 131 | 40 | 23 | 63 | 46 | 22 | 1 | 3 | 4  | 39 |
| KHL totalt               | KHL totalt               | KHL totalt               | 158 | 49 | 40 | 89 | 24 | 17 | 4 | 4 | 8  | 0  |
| NL totalt                | NL totalt                | NL totalt                | 89  | 20 | 24 | 44 | 20 | 18 | 3 | 4 | 7  | 4  |